# Francis Rawdon-Hastings
Francis Edward Rawdon-Hastings, 1. markiz od Hastingsa (County Down, 9. prosinca 1754. – na moru kod Napulja, 28. studenoga 1826.) bio je anglo-irskih korijena, političar i vojni časnik. Tijekom života nosio je više naslova: od rođenja do 1762. bio je poznat kao the Honourable Francis Rawdon, zatim kao lord Rawdon do 1783., barun Rawdon do 1793., te grof od Moira od 1793. do 1816., kada je uzdignut u rang markiza kao Marquess of Hastings. Od 1813. do 1823. obnašao je dužnost generalnog guvernera Indije. Ranije je dugi niz godina služio u britanskoj vojsci, uključujući razdoblje Američkog rata za neovisnost i 1794. godine tijekom Rata Prve koalicije. U Irskoj se protivio represivnoj politici prema pokretu Društvo ujedinjenih Iraca, koji se zalagao za predstavničku vlast i nacionalnu neovisnost. Godine 1790. dodao je prezime Hastings, u skladu s oporukom svog ujaka s majčine strane, Francisa Hastingsa, 10. grofa od Huntingdona.
Bio je zamjenik velikog majstora prve Velike lože Engleske  (1790. – 1812.) i Velike lože Škotske (1806. – 1808.), dok je veliki majstor bio princ od Walesa.